# Poslovni sistem Mercator
Poslovni sistem Mercator, d.o.o. eller Mercator er en slovensk dagligvarekoncern, de driver supermarkedskæden Mercator. Virksomheden er et datterselskab til kroatiske Fortenova Grupa.
Mercator er til stede i Slovenien, Serbien, Montenegro, Bosnien-Herzegovina og Kroatien. 
Mercator historie begyndte i 1949 med etableringen af grossistvirksomheden Živila Ljubljana, som blev reorganiseret som Poslovni sistem Mercator, d. d. i 2022. Virksomheden har i dag 20.300 ansatte og 1.014 butikker (466 i Slovenien og 341 i Serbien).